# إريك نيويل
إريك نيويل هو شخصية أعمال كندي، ولد في 16 ديسمبر 1944 في كاملوبس في كندا.